# Justinijan I.
Flavius Petrus Sabbatius Justinianus ali Justinjian I., imenovan tudi »Veliki«, vzhodnorimski cesar, * 482, Tauresium, danes Justiniana Prima pri Leskovcu, † 14. november 565, Konstantinopel (danes Carigrad).  
Vzhodnorimski cesar je bil od 1. avgusta 527 do svoje smrti leta 565.
Največja zgodovinska zasluga cesarja Justinijana, pod katerega vladavino je Bizanc doživel svoje zlato obdobje, je v ureditvi vse-veljavnega rimskega prava. Leta 530 je projekt poveril enemu najboljših pravnikov cesarstva Tribonijanu, ki je prevzel vodstvo in odgovornost za zbiranje in urejanje zakonov, ki so se skozi stoletja ohranili v različnih in pogosto pravnikom nedostopnih delih. S tem je rešil svetu pomemben dosežek antične kulture, ki je bil temelj bizantinskega in od 12. stoletja tudi zahodnega prava. Leta 529 je desetčlanska komisija Justinijanov kodeks, zbirko veljavnih cesarskih odredb od cesarja Hadrijana do Justinijana. V zadnjih letih Justinijanove vladavine je nastala še zbirka 168 Justinijanovih zakonov oz. odredb. Vsi štirje deli sestavljajo enotno zbirko rimskega prava, ki ni navadna kopija starejših pravnih zbornikov. Bizantinski pravniki so prilagodili, priredili klasično rimsko pravo svoji dobi. Tako so na primer olajšali osvobajanje sužnjev in zmanjšali oblast očetov nad življenjem otrok ter ožigosali krivoverstvo in zapeljevanje kot huda zločina, kar priča o pomembnem vplivu krščanstva. 
Justinijan je imel kot cesar najvišjo oblast na vseh državnih področjih: upravnem, zakonodajnem, sodnem, vojaškem in zunanjepolitičnem. Vse je v zadnji instanci bilo odvisno od vladarjeve volje. Senat ni imel nikakršne oblasti, saj je postalo članstvo v njem  zgolj častno. Despotske značilnosti Justinijanove vladavine so bile najbolj vidne v dvornem ceremonijalu. Tudi najbolj ugledni državniki so se morali pred njim priklanjati do tal in mu poljubljati obutev. Pa vendarle je tudi on moral načeloma spoštovati zakone. Močno podporo pri vladanju je imel v vojski, dobro šolanem uradništvu in cerkvi. Imel je odločilno besedo pri izboru Carigrajskega patriarha, skliceval je cerkvene zbore in razglašal ali zavračal njihove odloke, predpisoval obrede in nastopal kot teolog.
Justinijan je bil nedvomno sposoben vladar in si je prislužil naziv »Veliki«. Imel se je kakor vsi drugi bizantinski cesarji, za naslednika rimskih cesarjev, zato je hotel zavladati nad vsemi deželami, ki so bile nekoč del Rimskega cesarstva. Bizanc v njegovem  času ni samo uspešno kljuboval napadom Slovanov in Bolgarov s severa in Perzijcev z vzhoda, marveč je celo sam prešel v ofenzivo. Dolgotrajne in izčrpavajoče vojne so imele tudi negativne posledice. Bizantinske državne blagajne niso izpraznile samo številne vojne, pač pa tudi ogromni davki. Krizo so še poglabljala verska nasprotja.

## Življenje in delo

### Zgodnje življenje in vladanje
Rojen v Taureziju v rimski Dardaniji na današnjem Balkanu leta 482 n. št. v latinski govorečo kmečko družino, ga je kmalu posvojil stric Justin, po njem je Justinijan  prevzel ime. Justin je dečka prepeljal v Konstantinopel, kjer je bil deležen klasične in teološke izobrazbe. Leta 518 si je uzurpiral oblasti, devet let kasneje pa je bil imenovan za cesarja. Malo pred tem se je poročil s svojo ljubimko Teodoro, igralko, ki je kasneje postala eden izmed pomembnejših stebrov njegove oblasti in njegov najbližji zaupnik. V zgodnjih letih je ta od Ivana Malalasa opisan majhen, bled a vseeno lep mladenič okoli sebe ustvaril krog podpornikov, ki so vsak po svoji moči zagotovili uspešno vladavino. Tribonijan je preuredil pravni kanon, Peter Patricijec moderniziral cesarsko pisarno, Ivan Kapadokijski je uvedel obsežne davčne reforme, ki so omogočile bitje mnogih zunanjih vojn, prav tako je pa ustvaril prijateljstvo z Belizarjem in Narzesom, dvema generaloma, ki sta kasneje bila ključnega pomena pri njegovi želji obnovitve cesarstva. Ironično je, da sta prenova pravne tradicije in davčna reforma tista dela Justinijanove vladavine, ki dandanes predstavljata višek njegove vlade, medtem ko sta za čas njegovega življenja predstavljali ne cilj njegove administracije, temveč predpogoj za izpolnitev pomembnejših ciljev – prenove cesarstva.
Dandanes njegova vladavina predstavlja neko zlato obdobje Vzhodnorimske države, a za čas Justinijana ni bilo vse tako rožnato – njegovi oblasti so nasprotovali mnogi in zaradi tega je v zgodnjih letih njegove vlade (532 n. št.) celo prišlo do upora Nika, kjer je usoda cesarstva in Justinijana samega bila skoraj uničena. A ta od športno-političnih skupin spodbujena epizoda nasilne upornosti zoper Justinijanovo oblast je bila krvavo zatrta, po nekaterih podatkih naj bi na Hipodromu bilo ubitih kar 30.000 upornih predstavnikov tako modrih kot zelenih dem  in vsaj za zgodnjo dobo njegove vlade je bila oblast trdno v njegovih rokah. A tudi kasneje so se pojavljale posamične epizode opozicije in še leta 562 n. št. je bil odkrit ponoven poskus državnega prevrata.

### Naravne katastrofe za čas zgodnje vlade
Posebnost Justinijanove dolge vlade je tudi pojav več naravnih katastrof, ki so pestile cesarstvo. Sredi 530-ih je prišlo do pojava lakote v več predelih cesarstva, tako evropskih kot maloazijskih. Mnogi so v tem videli neko božjo kazen, čeravno se dandanes predvideva, da je to predvsem bila posledica naravne ciklične izmenjave zemlje iz enega v drugo klimatsko dobo ter zaradi sočasnega izbruha več vulkanov v severni polobli. Le nekaj let po katastrofalni suši in lakoti je 542 n. št. cesarstvo udarila kuga astronomskih razsežnosti, ki je še dandanes znana kot Justinijanova kuga, ki je načela že tako od lakote izmozgano prebivalstvo. Kuga je še dandanes videna kot druga najhujša pandemična katastrofa za srednjeveško črno smrtjo, saj naj bi pomorila več deset milijonov ljudi širom sveta. Kuga je bila dolgoročno katastrofa za bizantinsko državo. Ne le, da je prišlo nemudoma do demografske katastrofe širom cesarstva (v Konstantinoplu bi naj med viškom kuge umrlo 10.000 ljudi vsak dan), ki je uničila možnost izpolnite renovatio imperii, daljnosežno je katastrofa zamajala gospodarski in fiskalni ustroj države, ki si zaradi tolikšne izgube delovne sile ni opomogla še več generacij, kar je olajšalo delo arabskim plenilskim in osvajalnih pohodom v prihajajočih stoletjih. Kuga je tudi prizadela Justinijana na osebnostni ravni, saj je namreč tudi sam zbolel in nekaj časa onemogel ležal v svojih sobanah. V teh kritičnih urah je bila trdna roka Teodore tista, ki je preprečila, da bi cesarstvo razpadel ter da bi prišlo do kakršnihkoli uzurpacij. Le devet let kasneje, 551 n. št. je sledila še tretja katastrofa – Bejrutski potres, ki je širom vzhodnega Sredozemlja sprožil cunami, ki je uničil več priobalnih mest in škodoval že tako od lakote, bolezni in vojn izmozgani trgovini. 
Justinijanu samemu so največ izmed vsega pomenile vojaške ekspedicije, s katerimi je želel obnoviti rimsko oblast na področjih, ki jih je cesarstvo izgubilo na zahodu in jugu v zadnjih dveh stoletjih. Tako je Justinijan bojeval vojno na treh geografsko zelo različnih področjih proti trem različnim sovražnikom – proti Sasanidom na vzhodu, proti Ostrogotom v Italiji ter proti Vandalom v Severni Afriki, poleg teh treh kampanj so pa bile cesarske sile v manjšem obsegu dejavne še v Hispaniji, kjer so poskusile na indirekten način obnoviti rimsko oblast in na področjih Balkana, kjer je Justinijan bil defenzivne vojne le takrat, ko je diplomacija s slovanskimi ljudstvi propadla.

### Justinijanove osvajalne vojne

#### Vojne s Sasanidsko državo
Trenja s Sasanidi je Justinijan podedoval od svojega predhodnika in je že v prvem letu cesarjevanja sprožil t. i. Ibersko vojno kot odgovor na nekatere perzijske neuradne posege znotraj rimskega ozemlja. Leta 530 n. št. so Rimljani premagali Perzijce v dveh bitkah, a do leta 531 n. št. so se Perzijci uspešno pregrupirali, premagali rimske sile pri Kaliniji.  Justinijanova težnja, da bi z diplomacijo pridobil zaveznike v vojni, je propadla in naposled je bil prisiljen s Perzijci podpisati t. i. Večni mir, ki je cesarstvo obremenilo za 11.000 funtov zlata. Tako se je končala prva faza vojn in Justinijan je glavnino svojih sil nato poslal na zahod, kjer bi naj bile bitko z novonastalimi germanskimi kraljestvi. A večni mir ni trajal večno in že konec 30ih let je revolt v Armeniji motiviral Khosra I., da je spomladi 540 n. št. vkorakal na rimsko ozemlje. Oplenjeni sta bili tako Beroja in Antiohija kot tudi Dare. Da bi začasno zaustavil svojo ofenzivo, je od Justinijana zahteval 5.000 funtov zlata in 500 dodatnih funtov vsako leto. Belizar je kot vrhovni poveljnik na vzhodu začel delovati 541 n. št., a kampanja ni trajala dolgo – kuga je preprečila obema stranema, da bi nadaljevali z bojem in čeravno je še prišlo do nekaj bojev je bila 545 n. št. podpisana mirovna pogodba, ki je bila dodatno ratificirana 557 n. št. in 562 n. št.

#### Vandalska vojna
Vandalska vojna se je pričela 533 n. št., ko se je Belizar izkrcal v Severni Afriki z vojsko 15.000 mož in na področju Tunizije premagal Vandale, do decembra pa zavzel mesto Kartagino. Vandalski kralj Gelimer je sicer sprva pobegnil, a se je naslednjo pomlad predal. Belizar je nato poslal manjše kontingente, da so v hitrih kampanjah zavzeli Sardinijo, Korziko in Baleare. Boji v Afriki so bili tako dragi kot tudi krvavi. Cesarstvo bi naj za ponovno inkorporacijo porabilo 100.000 funtov zlata, zgodovinarji pa ocenjujejo, da je zaradi bojev, lakote in bolezni umrlo 5.000.000 ljudi.

#### Gotska vojna v Italiji
Najpomembnejša izmed njegovih vojn je t i. Gotska vojna v Italiji (535 – 554 n. št.). Po smrti Atalarika 2. oktobra 534 je bila Teoderikova hčerka Amalasunta ugrabljena in naposled 535 tudi ubita. To je bila pretveza, s katero je še istega leta Belizar napadel Sicilijo in napredoval po Italiji ter dosegel višek kampanje 536 z osvojitvijo Rima ter ga v letih 537 – 538 n. št. ubranil med ostrogotskim obleganjem. Skupaj z okrepitvami je Justinijan v Italijo poslal še generala Narzesa, kar je dvignilo trenja z Belizarjem, a sprva je rimska vojska napredovala in do 539 je bil Milan zavzet, 540 je pa Belizar dosegel Raveno, ostrogotsko prestolnico. Belizaru so v Raveni ponudili naziv cesarja zahoda, ki ga je sprejel, a le pod pretvezo, da je lahko nemudoma zatem ozemlje prepustil Justinijanu. Relativni mir, ki je temu sledil je bil uničen po perzijski invaziji 541 n. št., ko se je velik del rimskih sil premaknil iz Italije. Ostrogoti so sprožili ofenzivo pod vodstvom Totile in 542 n. št. zavzeli vsa večja mesta. Belizar se je 544 n. št. vrnil v Italijo, a je imel veliko manjšo vojstvo in do 550 je Rim trikrat zamenjal oblast. Justinijan je uvidel, da so potrebne okrepitve in je v Italijo poslal silo kar 35.000 mož ter do junija 552 n. št. uničil ostrogotske sile v bližini Ravene. Sledila je odločilna bitka pri Tagini ali Busta Galorumu kjer je umrl Totila, 554 n. št. je videlo še zadnje večje frankovske vpade, ki pa so bili bolj kot ne neuspešni, a do 554 n. št. je bila celotna Italija pod cesarstvom. Vojna se je izkazala za izredno krvavo in drago – rimske čete naj bi po nekaterih podatkih za celotno vojno zapravile 300.000 funtov zlata.

#### Pomen in dolgoročne posledice njegove zunanje politike
Kako pa sedaj ovrednotiti kampanje? Vojaški uspehi Justinijana so le delni. Na zahodu je velikim zmagam v 30. letih sledilo obdobje stagnacije, ko je skoraj vse bilo izgubljeno, dvajsetletna vojna, ki je sledila, pa je bila težavna preizkušnja za že tako izmučeno Italijo. A vendarle je cesarstvo širom Sredozemlja dobilo pomembne postojanke, s pomočjo katerih so lahko vsaj za čas 6. stoletja nadzorovali novonastale germanske tvorbe, ki nikoli niso presegle statusa regionalnih sil. A dolgoročno gledano so vse te vojne bile velik balast za državno blagajno in v svojem stremenju po obnovi cesarstva je Justinijan nevarno posegel v državno blagajno in nasploh porabil mnoge surovine, kar se je kasneje pokazalo za odločilno v 6., 7. in 8. stoletju.

### Kasnejša leta Justinijanove vladavine
Justinijan se je aktivno ubadal tudi z vprašanjem cerkvene ureditve cesarstva, ki jo je v tem času pestila ponovna, tokrat monofitizitska shizma. Justinijan je proti njim ostro nastopil in zahteval enotnost vere, čeravno je v kasnejših letih do njih prevzel bolj mil položaj (mogoče tudi zato, kjer je bila Teodora članica te struje). Njegova vladavina je bila prežeta z idealom cezaropapizma in zaradi tega je samega sebe videl kot despotskega vladarja, katerega naloga je nadzirati vse pore oblasti, tako cerkvene kot posvetne. Tako je na njegovo prošnjo konstantinopelski svet 553 izrekel, da v cerkvi nič ne sme biti dorečeno brez cesarjevega privoljenja. Do drugih ver je bil netoleranten in je uvedel več ediktov, s katerimi je nastopil proti heretikom, znotraj krščanstva je pa promoviral monasticizem, menihom je pa dal dovoljenje, da so lahko dedovali lastnino od posvetnih ljudi. Samega sebe je videl kot »skrbnega očeta« vere in je zato veliko vlagal v cerkev in njena poslopja – najbolj znana je bila seveda gradnja Hagije Sofije. V vprašanjih vere je videl Nicejsko ortodoksno vero kot edino pravo zastopnico krščanstva, za vse ostale struje je odredil preganjanje, politeističnemu poganstvu je pa odredil popolno izkorenitev (čeravno je bil vodja njegove pravne pisarje Tribonijan sam pogan). Zapiral je poganske institucije, med drugim je 529 n. št. zaprl neoplatonistično akademijo, v Egiptu je uničil še zadnje kulte boginje Isis, širom Male Azije je pa nasilno dal spreobrniti preko 70.000 poganov v krščansko vero, prav tako je omejil državljanske pravice Judov.

### Justinijanove kulturne in upravne reforme
Poleg vere je Justinijan tudi veliko pripomogel h gradnji. Poleg Hagije Sofije in več drugih cerkev in bazilik je odredil izgradnjo podzemnih cistern v Konstantinoplu, tekom južne meje je zgradil ducate fortifikacij, v Bejrutu in Konstantinoplu je dal povečati nove krščansko usmerjene akademije. Umetnost je pričela dobivati novo podobo in umetnostni zgodovinarji so mnenja, da se že v mozaikih Justinijana ter arhitektonskem in umetnostnem stilu za čas njegove vladavine vidi ne le prefinjenost stila, temveč je viden nastanek nove umetniške smeri, ki se je skozi čas preobrazila v bizantinsko umetnost srednjega veka. 
Za čas Justinijana je gospodarska osnova cesarstva slonela prvenstveno na kmetijstvu in trgovski dejavnosti. Trgovina znotraj meja cesarstva je cvetela, v več mestih je zgradil žitne kašče, kar je olajšalo produkcijo in hrambo. A Justinijanova ekonomska politika je presegala meje cesarstva in večkrat je želel organizirati stike z bogatim vzhodom in jugom, pri čemer ga je ovirala Perzija, ki je bila v problematičnih, tekmovalnih in ponekod odkrito sovražnih odnosih z vsemi pomembnejšimi sosedi – tako Rimljani kot tudi Indijci in Kitajci. Sredi 50. let je odredil Justinijan posebno misijo dveh menihov na Kitajsko, s pomočjo katere je Bizanc pridobil sviloprejke. S tem se je povečal gospodarski pomen cesarstva, saj je cesarstvo nadzorovalo trgovino s svilo v monopolni obliki za celotni evropski prostor.
Vse njegove reforme so povečale bogastvo cesarstva in zvišale BDP za okoli 20%, a dolgoročno gledano je bilo cesarstvo ohromljeno zaradi velikih stroškov vojne. Njegova davčna reforma je imela še eno nenavadno in nepričakovano posledico – stare mestne oblasti so zaradi nove razdelitve izgubljale na pomenu in profesionalizacija davčne službe je dokončno uničila lokalno samoupravo grških mest. Predvideva se, da je Justinijan z uničenjem tradicionalnega pomena mest omogočil, da so Grki presegli okvire mestnih skupnosti ter se skozi stoletja začeli povezovati v novo ustvarjeno identiteto – narod.